# Kaja Juvan
Kaja Juvan (n. 25 noiembrie 2000, Ljubljana, Slovenia) este o jucătoare de tenis slovenă care a început să joace în turul profesionist în octombrie 2016.
Cea mai bună clasare a sa la simplu este locul 58 mondial, la 6 iunie 2022 iar la dublu locul 97 mondial, la 18 iulie 2022.
Ea  câștigat primul titlu de dublu în WTA Tour la Winners Open 2021 de la Cluj-Napoca, alături de Natela Dzalamidze.